# Just Do It
Just Do It은 스포츠 의류, 용품 제조 회사인 나이키의 등록상표이자 나이키 브랜드의 핵심 요소 중 하나이다. 이 슬로건은 1988년 광고 대행사 회의에서 만들어졌다. 광고 대행사 위든+케네디의 설립자인 댄 위든은 개리 길모어의 마지막 말에서 "Just Do It"이라는 나이키 슬로건의 영감을 얻었다고 한다. 나이키는 "Just Do It" 캠페인으로 인해, 스포츠 슈즈 시장 점유율이 1988년 18%에서 1998년 43%로 증가했다. 많은 나이키 광고에는 스우시(Swoosh) 로고와 함께 "Just Do It"이라는 슬로건이 사용되고 있다.